# Isolani (Schach)
Als einen Isolani oder isolierten Bauern bezeichnet man beim Schach einen Bauern, der keinen anderen Bauern der eigenen Farbe auf einer benachbarten Linie mehr hat.

## Näheres
|   | a | b | c | d | e | f | g | h |   |
| 8 |   |   |   |   |   |   |   |   | 8 |
| 7 |   |   |   |   |   |   |   |   | 7 |
| 6 |   |   |   |   |   |   |   |   | 6 |
| 5 |   |   |   |   |   |   |   |   | 5 |
| 4 |   |   |   |   |   |   |   |   | 4 |
| 3 |   |   |   |   |   |   |   |   | 3 |
| 2 |   |   |   |   |   |   |   |   | 2 |
| 1 |   |   |   |   |   |   |   |   | 1 |
|   | a | b | c | d | e | f | g | h |   |

Ein Isolani kann sowohl Vor- als auch Nachteile für den Besitzer mit sich bringen.
Ein zentral platzierter Isolani erbringt oft einen Raumvorteil, der im Mittelspiel für einen Königsangriff genutzt werden kann. Des Weiteren kann ein Isolani, wenn er nicht ausreichend blockiert wird, zu einem gefährlichen Freibauern werden. Fürsprecher des Isolani war Siegbert Tarrasch. Von ihm stammt die Aussage: „Wer Angst hat, mit einem isolierten Bauern zu spielen, sollte mit Schach aufhören.“
Wenn hingegen der Isolani angegriffen wird, muss er von höherwertigen Figuren verteidigt werden. Diese können in eine passive Position geraten oder an einer anderen Stelle fehlen. Außerdem dient das unmittelbar vor ihm liegende Feld oft als Stützpunkt gegnerischer Figuren zur Blockade, da sie dort nicht mehr von Bauern angegriffen werden können. Die Gegenpartei versucht in einer solchen Situation, zuerst den Isolani zu blockieren, danach durch Leichtfigurenabtausch ins Endspiel überzugehen, wo der Isolani ohne kompensierende Faktoren zur Schwäche wird. Der Übergang zu einer Position mit hängenden Bauern kommt vor. Es kann daher ein strategischer Nachteil sein, die Isolierung eines Bauern zuzulassen. Der Großmeister Savielly Tartakower prägte deswegen den Satz „Ein Isolani verdüstert die Stimmung auf dem ganzen Schachbrett.“ Er nannte den Isolani einen „Bauern ohne Freunde“.
Häufig und deshalb gut erforscht sind der weiße Isolani auf dem Feld d4 und der schwarze Isolani auf d5. Erste maßgebliche Untersuchungen dazu stammen von Wilhelm Steinitz. Eine typische Stellung mit weißem Isolani auf dem Feld d4 findet sich in der Partie Botwinnik – Milan Vidmar (Nottingham 1936); siehe Diagramm. Der Isolani auf d4 kontrolliert die Felder c5 und e5, die Weiß als Stützpunkte für seine Figuren nutzen kann.